# Susan Fenimore Cooper
Susan Augusta Fenimore Cooper (Scarsdale, 17 de abril de 1813 - Cooperstown, 31 de diciembre de 1894) fue una escritora, naturalista, novelista, editora y diarista estadounidense. Fundó un orfanato en Cooperstown, Nueva York, que fue todo un éxito. Por su libro Diario rural (Rural Hours, en el original en inglés), de 1850, es considerada como pionera de la literatura que reivindica el ecologismo y la sostenibilidad.

## Primeros años, educación y trabajo de caridad
Susan Fenimore Cooper nació en 1813 en Scarsdale, Nueva York, hija de Susan Augusta DeLancey y del novelista James Fenimore Cooper. Fue la segunda de sus hijos y la que logró por más tiempo sobrevivir a la juventud. Cooper estudió bajo la supervisión de su padre y lo acompañó en muchos de sus viajes ayudándolo a documentarse y organizar sus notas. Gran parte de su vida estuvo dedicada a él, quien la animó hacia las artes y la escritura.
En 1868, Cooper fue una de las personas que fundaron el Hospital de Acción de Gracias
En 1873 fundó un orfanato en Cooperstown, Nueva York, la ciudad fundada por su abuelo paterno, William Cooper, y donde su padre había vivido durante algún tiempo. Bajo su superintendencia, el orfanato llegó a ser una institución benéfica próspera. Empezó siendo una casa modesta a pequeña escala con cinco pupilos; en 1900 el edificio, que se levantó en 1883, albergó noventa chicos y chicas. Las criaturas huérfanas eran acogidas siendo bastante jóvenes; les alimentaban, les vestían y recibían una educación básica. Cuando alcanzaban una edad suficiente, les ayudaban a encontrar acomodo en “buenas familias cristianas” y algunas de ellas habían aprendido cómo ganarse el sustento antes de dejar la institución.
En 1886, Cooper fundó la Friendly Society, en la que mujer que pasaba a ser miembro de la Sociedad elegía a una de las chicas del orfanato para prestarle atención individual.
Durante los últimos años de la vida de su padre ejerció como su secretaria y amanuense, y si no hubiera sido por la prohibición expresa de su padre, habría sido también su biógrafa.

## Obras

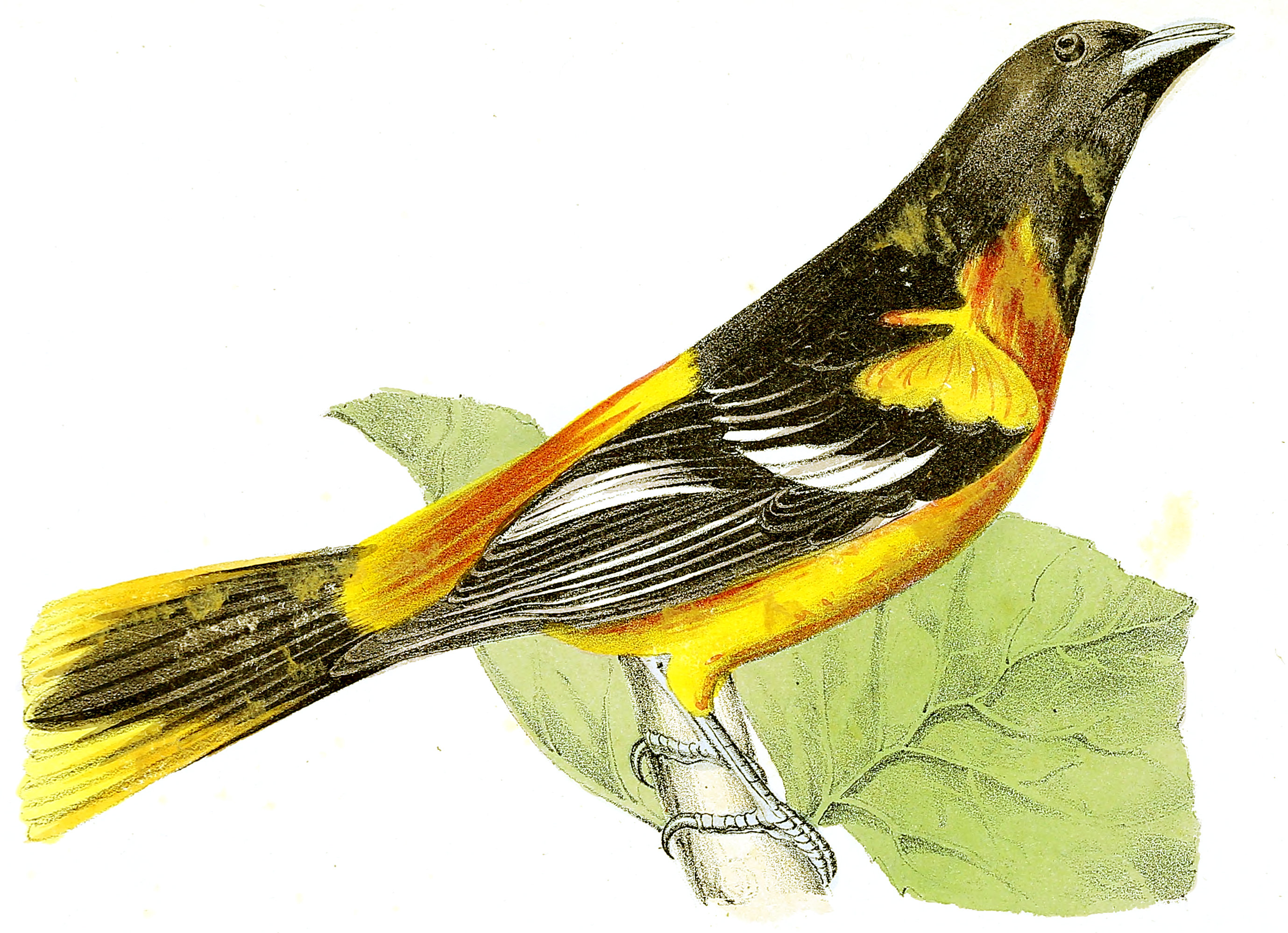
Acuarela de oropéndola por Susan Fenimore Cooper, de Diario rural, 1851.

Cooper fue una escritora que publicó sobre temas diversos pero especialmente sobre la vida en el campo. Llevaba un diario que fue la base de su primer libro, Diario rural (1850), que publicó anónimamente "por una señora". Con agudeza narra la vida rural en Nueva York y está ilustrado por la propia Cooper, que pintó con precisión a la acuarela la fauna y la flora locales. Cooper escribió dos volúmenes más acerca de la vida en el campo, pero el Diario rural fue el que tuvo más éxito, realizándose seis ediciones en el transcurso de casi cuarenta años. El Diario rural fue un notable logro de Cooper, pues cuando se publicó las mujeres apenas escribían sobre historia natural. Hasta finales del siglo XIX no surgió realmente la historia natural escrita por mujeres. Lo que se aprecia en Diario rural, aparte de los libros anteriores escritos por su padre y abuelo, era la atención notable de Cooper por el detalle y la exactitud en las observaciones históricas naturales, y la llamada explícita para la preservación de los bosques de Ostego. Es digna de mención esta clarividente llamada a la preservación del bosque, publicada cuatro años con anterioridad a Walden, 14 años con anterioridad al Hombre y naturaleza; o la geografía física modificada por la acción humana (1864) de George Perkins Marsch; dos libros reconocidos entre los primeros en pedir la preservación de los bosques americanos. Cooper también escribió un ensayo en forma de carta sobre el sufragio de las mujeres y una novela, Elinor Wyllys.
Con la reedición en 1998 del Diario rural, Cooper empezó a obtener un reconocimiento como escritora significativa por derecho propio. Al Diario rural en particular se le calificó como el "primer trabajo importante de tema medioambiental literario de no ficción, escrito por una mujer americana, siendo a la vez tanto fuente como rival de Thoreau y su Walden". Este libro tuvo seis ediciones siendo la última de 1887. Está formado sobre la base de un diario llevado a cabo por Cooper así como amplios comentarios sobre naturaleza, dibujos de los pájaros nativos en su área, así como flores y otras plantas. Tanto Cooper como sus trabajos fueron únicos en su tiempo. Este libro estuvo muy cerca de ser un trabajo científico ya que aunaba detalles descriptivos, de forma gráfica y textual, de los especímenes que estudiaba. Tenía un conocimiento  básico de botánica y pasó buena pare de su vida dedicada a causas benéficas.
A pesar de que Cooper fue considerada como una aficionada, Diario rural captó la atención de personas científicas reconocidas mundialmente como Charles Darwin y el famoso Henry David Thoreau. En una carta a Asa Gris, Darwin escribió: “Hablando de libros, estoy en medio de uno que me está agradando mucho... El diario de una naturalista, la señorita  Cooper. ¿Quién es? Parece una mujer muy lista y aporta un importante capital a nuestra batalla entre tus malas hierbas y las mías".
Según una revista dirigida por Henry David Thoreau, él leyó parte de Diario rural y hay evidencias coyunturales de que parte de los pasajes más memorables de la novela Walden de Thoreau (1845), pueden haber estado inspirados por pasajes de Cooper sobre somorgujos, bayas silvestres, la insondable profundidad del lago y la ruptura estacional del hielo.

## Obras de arte
Cooper mostró gran interés en el arte creando más de una docena de láminas coloreadas a lo largo de su vida, siendo pionera también en este ámbito en un tiempo en que las mujeres apenas empezaban a ser aceptadas en el mundo de la ciencia, la botánica y el arte.[cita requerida]

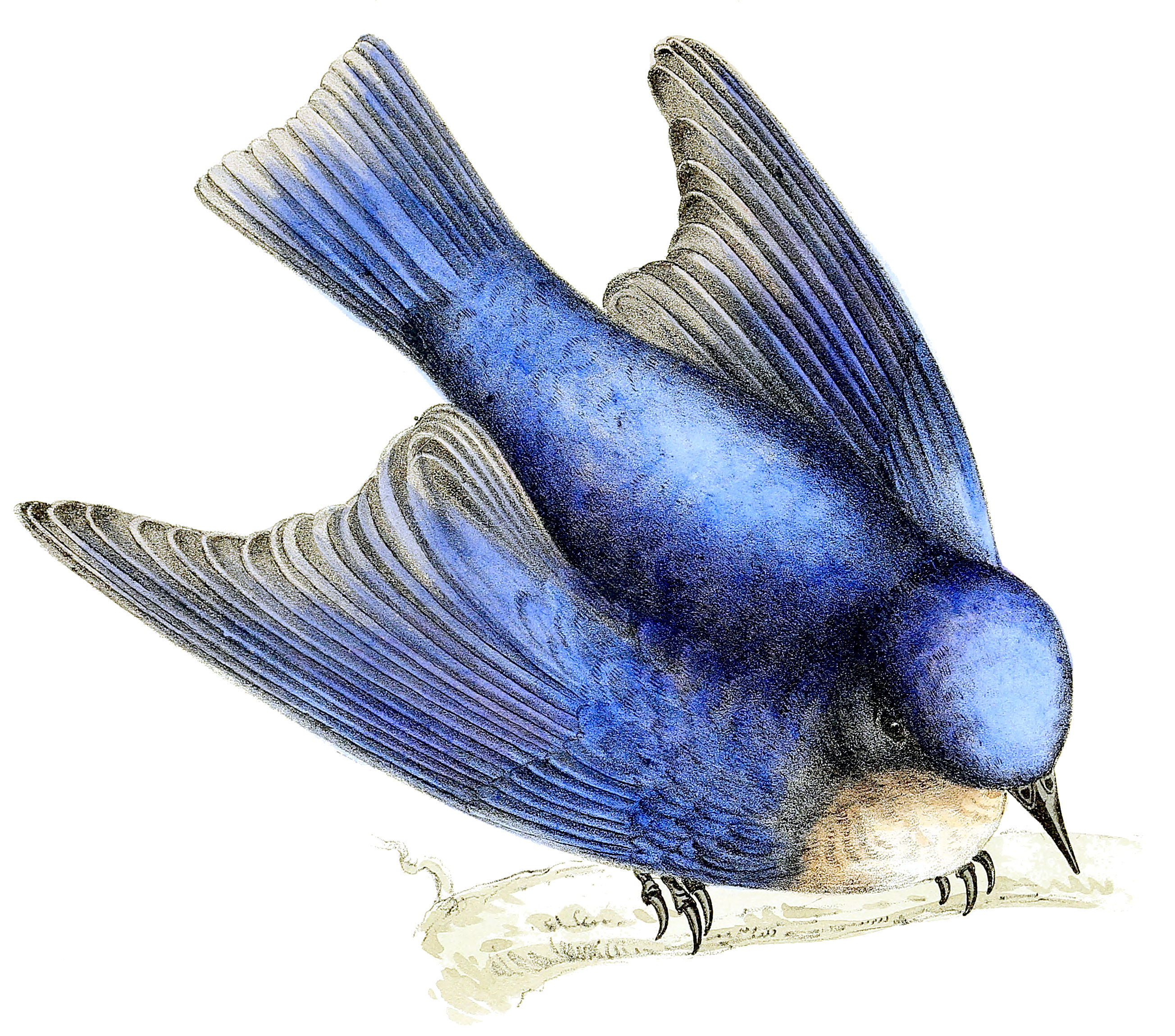
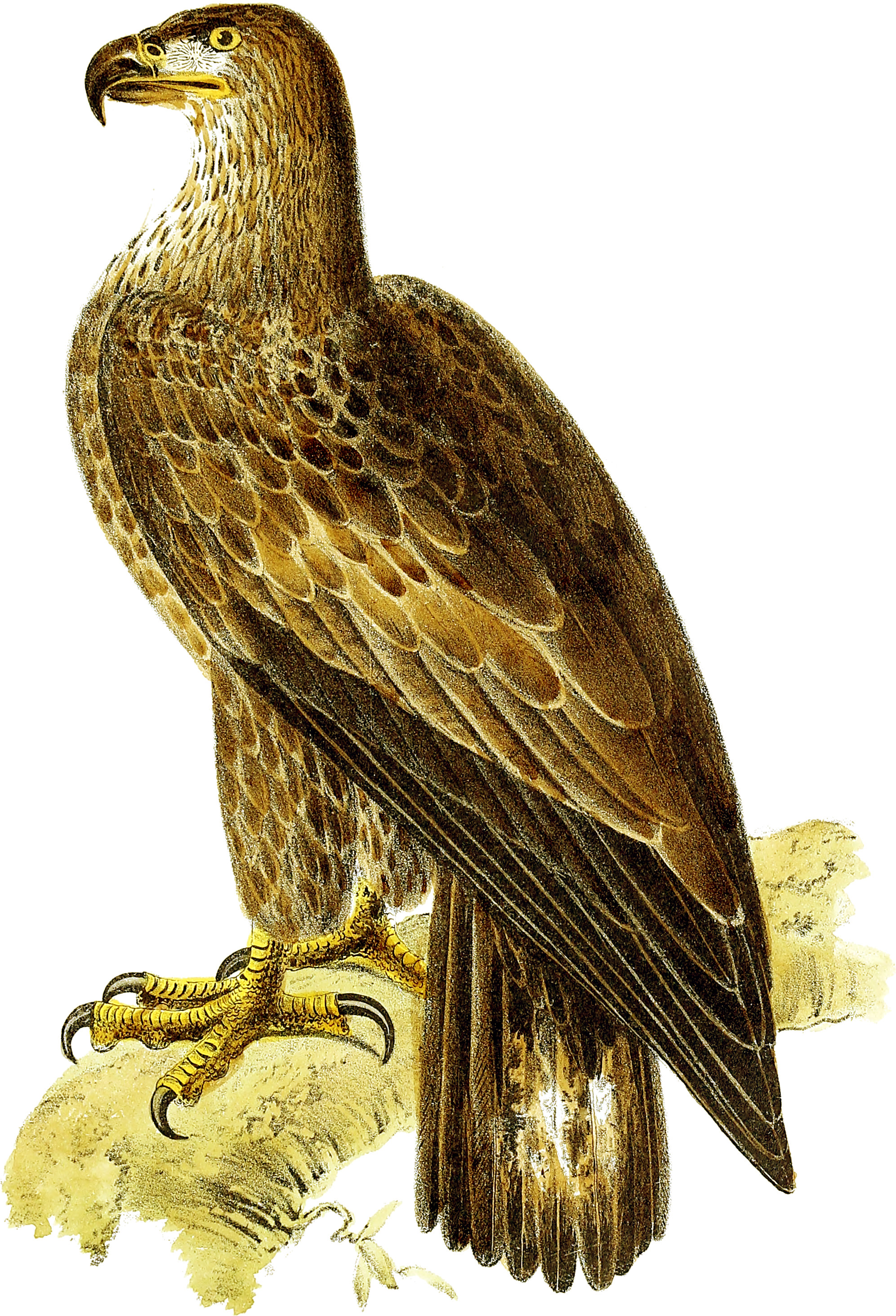
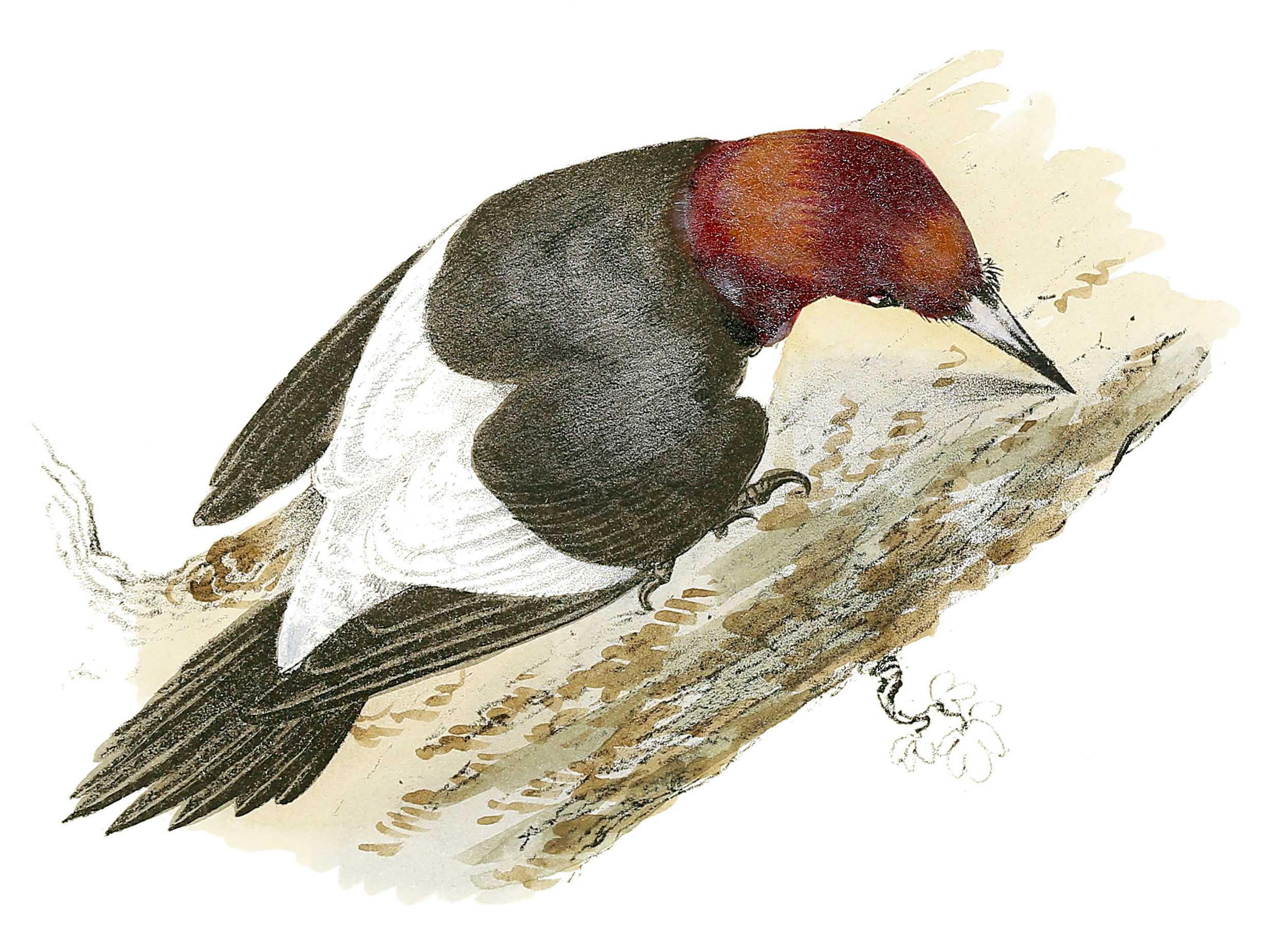
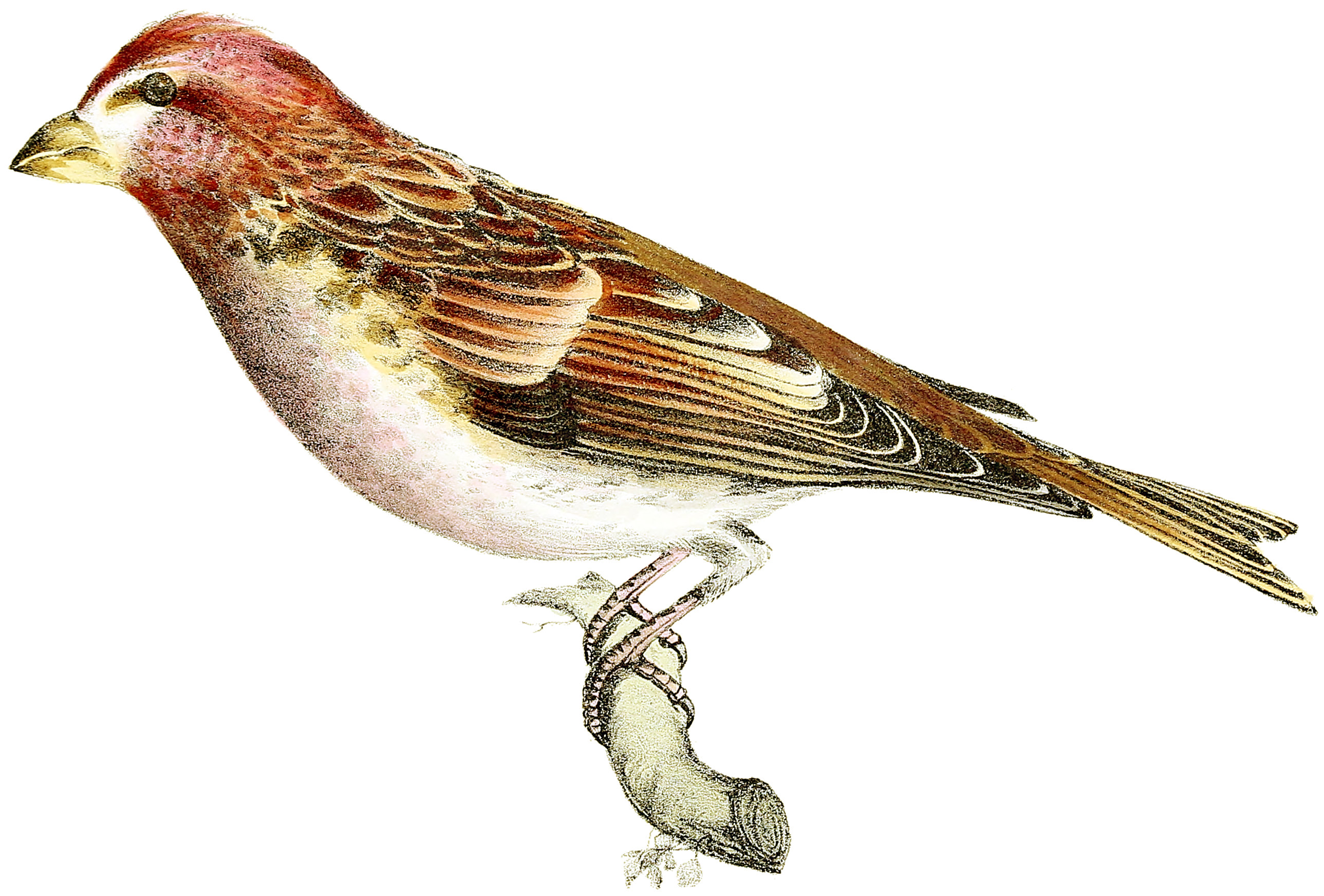
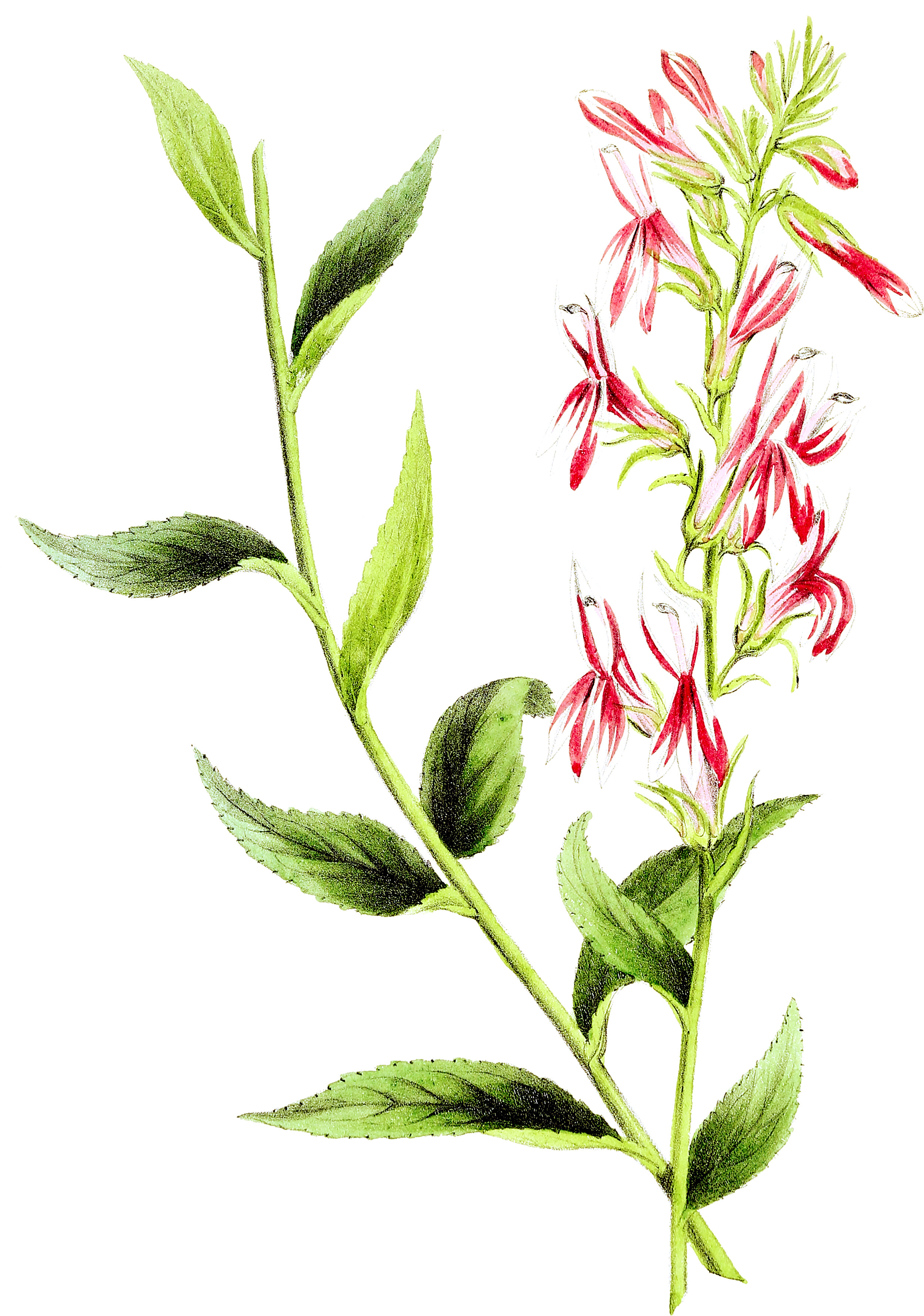
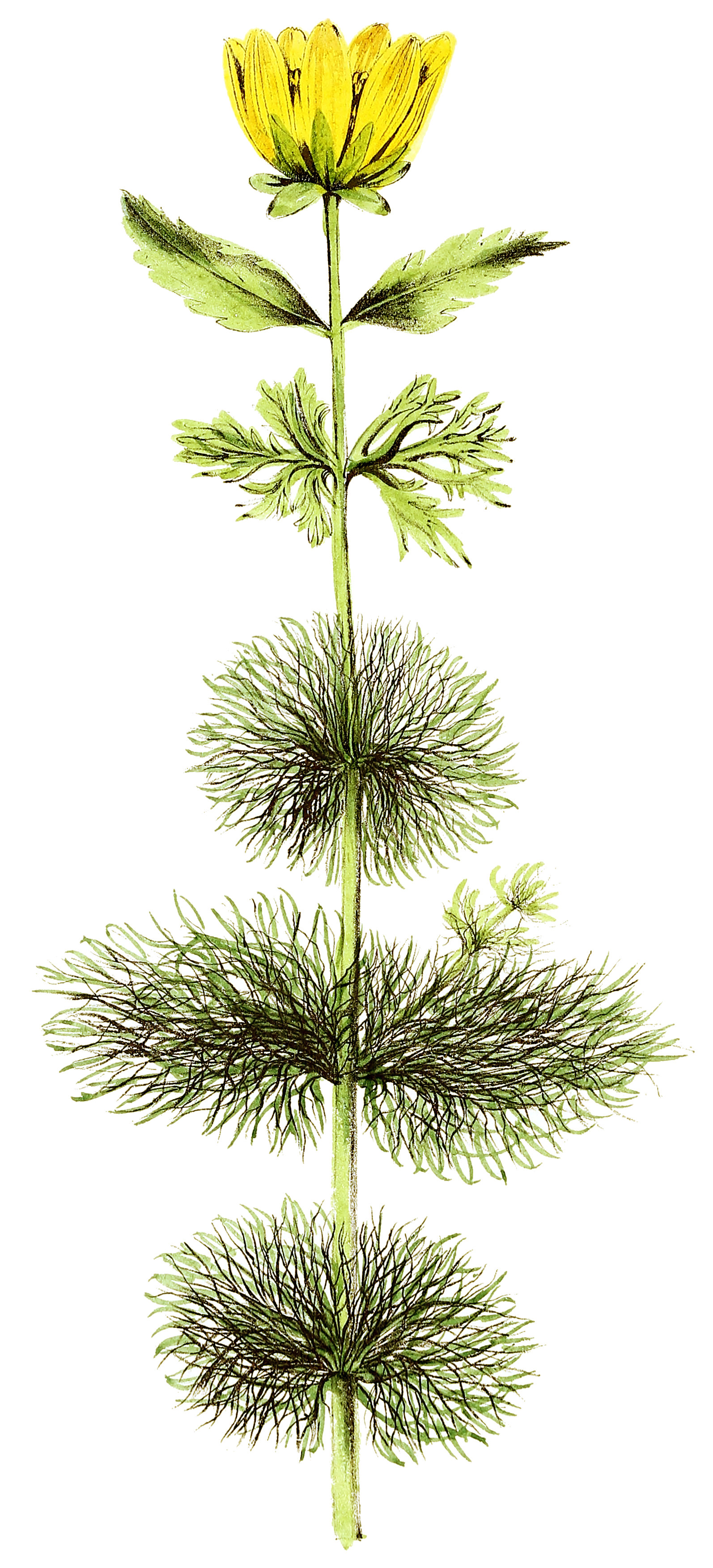
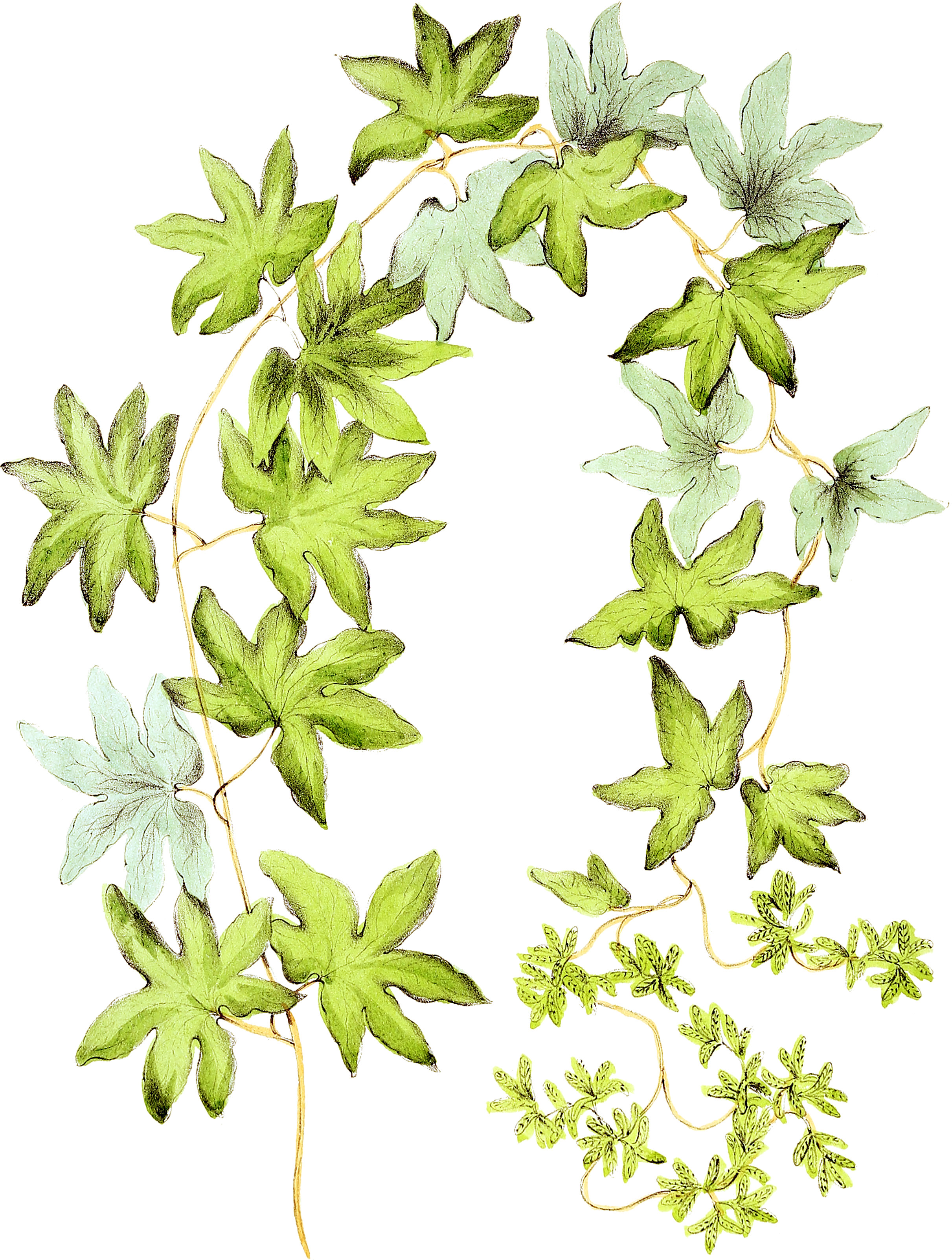

## Vida personal
Fue hija del escritor James Fenimore Cooper. Su casa se construyó principalmente con ladrillos y materiales procedentes de las ruinas de Otsego Hall en Cooperstown, que construyó su abuelo y donde también vivieron sus padres. Cooper nunca se casó ni tuvo una familia propia, pero fue capaz de llegar a ser una completa naturalista en su tiempo, a pesar de la falta de oportunidades para las mujeres para publicar trabajos escritos u obras de arte. Murió mientras dormía, a la edad de 81 años, en Cooperstown.

## Obras
- Elinor Wyllys –  A Tale, novela (ed. por James Fenimore Cooper). 1845. Londres: Richard Bentley.  OCLC 11850952.
- Country Rambles in England; or, Journal of a Naturalist, escrita por John Leonard Knapp, Notas y comentarios por Susan Fenimore Cooper (1853)

- Mt. Vernon: A Letter to the Children of America Archivado el 25 de diciembre de 2016 en Wayback Machine. (1859)
- Female Suffrage: A Letter to the Christian Women of America (1870)
- Rhyme and Reason of Country Life (1885)
- Rural Hours (Diario rural), diario sobre la naturaleza de  Cooperston Nueva York, 1850. New York City: George Palmer Putnam.
- Rural Hours. Boston and New York City: Houghton, Mifflin, 1887, en A Celebration of Women Writers
- The Journal of a Naturalist, edición inglesa de Rural Hours (1855)
- The Lumley Autograph (1851, ensayo satírico)
- Diario rural (2018), en español por la editorial Pepitas de Calabaza en traducción de Esther Cruz Santaella.[10]